# Otto Spiess

Oben: Ingebrigt Johansson (links), Jakob Nielsen, Mitte: Enrico Bompiani, unten: Otto Spiess, beim Internationalen Mathematikerkongress Zürich 1932

Ludwig Otto Spiess (* 1. März 1878 in Basel; † 14. Februar 1966 in Riehen) war ein Schweizer Mathematikhistoriker, bekannt für seine Untersuchungen über Leonhard Euler und zur Familie Bernoulli.

## Leben
Spiess stammte mütterlicherseits aus einer alten Basler Familie (Faesch) und studierte an der Universität Basel (Promotion über Grundbegriffe der Iterationsrechnung) und der Universität Berlin (unter anderem bei Hermann Amandus Schwarz, Friedrich Schottky, Ferdinand Georg Frobenius, Edmund Landau). Danach wurde er Privatdozent, 1907 ausserordentlicher Professor und 1938 ordentlicher Professor für Mathematik in Basel. Daneben unterrichtete er bis 1915 Mathematik am Basler Gymnasium.
Spiess ist vor allem für seine Untersuchungen über Leonhard Euler und die Mathematiker- und Physikerfamilie Bernoulli bekannt. Er entdeckte bedeutendes Archivmaterial über Johann I Bernoulli, Johann II Bernoulli und Johann III Bernoulli in der Königlich Schwedischen Akademie der Wissenschaften in Stockholm und der herzoglichen Bibliothek in Gotha, das er nach Basel bringen konnte, wo es sich heute in der Universitätsbibliothek befindet und eine Hauptquelle für die Geschichte der Mathematik des 17. und 18. Jahrhunderts darstellt. Ausserdem begann er die Bernoulli-Edition der gesammelten Werke der Mathematikerfamilie Bernoulli, beginnend mit dem umfangreichen Briefwechsel von Johann I. Bernoulli (über 4000 Briefe), was ihn über zwanzig Jahre beschäftigte, so dass der erste Band erst 1955 bei Birkhäuser erschien. Sein privates Vermögen (er war unter anderem Berater einer Versicherung) hinterliess er einer Stiftung, die die Herausgabe der Werke der Bernoullis unterstützt.

## Schriften
- Leonhard Euler. Ein Beitrag zur Geistesgeschichte des 18. Jahrhunderts, Frauenfeld 1929.
- Johann Bernoulli, Daniel Bernoulli. In: Karl Rudolf Fueter: Große Schweizer Forscher. 1939.
- Die Mathematikerfamilie Bernoulli. In: Große Schweizer. 1938; sowie Artikel Bernoulli, Basler Gelehrtenfamilie. In: Neue Deutsche Biographie 1955.
- Basel anno 1760 nach den Tagebüchern der ungarischen Grafen Joseph und Samuel Teleki. 1936.